# Government of India Act 1858
Il Government of India Act 1858, ufficialmente noto come An Act for the Better Government of India (in italiano, Atto per un governo migliore dell'India), è un atto del parlamento del Regno Unito approvato il 2 agosto 1858.

## Origine
In seguito ai moti indiani del 1857 e alla grave rivolta che ne derivò il Primo ministro del Regno Unito, Henry John Temple, III visconte Palmerston, introdusse una proposta per trasferire il controllo dell'India alla Corona, denunciando i gravi difetti del sistema esistente che avevano portato alla rivolta. Lo scopo di questo provvedimento fu quindi la liquidazione della British East India Company, dopo oltre un secolo di governo dell'India britannica con il permesso del parlamento.

## Provvedimenti
I principali provvedimenti dell'atto furono:
- I territori dell'India direttamente sotto il controllo della compagnia furono trasferiti alla Regina Vittoria, di conseguenza la compagnia perse la possibilità di esercitare il proprio potere e il controllo sui territori.
- Il Segretario di Stato per l'India ricevette i poteri e i doveri che prima spettavano al direttore della compagnia. Fu inoltre nominato un consiglio composto da 15 membri per assistere il segretario di stato nelle sue funzioni.
- Al Segretario di Stato per l'India fu concesso il potere di spedire dispacci segreti anche senza consultare il consiglio.
- Alla corona venne concesso di nominare un Governatore generale dell'India.
- Istituzione dell'Indian Civil Service sotto il controllo del Segretario di Stato per l'India.
- Tutte le proprietà della compagnia furono trasferite alla corona che quindi assunse anche funzioni commerciali e di discutere trattati.[3]

Gli effetti del Government of India Act 1858 durarono fino al 1947, ovvero l'anno di indipendenza di India e Pakistan.